# Karl Julius Rausch
Karl Julius Rausch (* 30. Januar 1844 in Rengshausen (Schwalm-Eder-Kreis in Hessen); † 4. August 1911 in Kassel) war ein deutscher Pfarrer und Abgeordneter des Provinziallandtages der preußischen Provinz Hessen-Nassau.

## Leben
Karl Julius Rausch wurde als Sohn des Pfarrers Emil Rausch und dessen Gemahlin Margaretha Schiebler geboren. Nach dem Abitur am 13. März 1863 am Gymnasium Marburg folgte ein Studium der Theologie an der Philipps-Universität Marburg, unterbrochen durch ein viermonatiges Studium in Erlangen. Im November 1866 absolvierte er das erste Staatsexamen in Marburg.
Karl war als Hauslehrer beim Reichskanzler von Bülow eingesetzt und wurde 1870 Gehilfe seines Vaters im Beiserhaus, einem Rettungshaus für verwahrloste Kinder. Dieses Haus wurde von 1884 bis 1904 unter Karls Leitung geführt.
1873 wurde er als Pfarrer abgesetzt, weil er – neben seinem Vater – zu den 43 renitenten hessischen Pfarrern gehörte.
Von 1892 bis 1898 hatte er einen Sitz im Kurhessischen Kommunallandtag des Regierungsbezirks Kassel, aus dessen Mitte er ein Mandat für den Provinziallandtag der Provinz Hessen-Nassau erhielt.
Trotz seiner Absetzung residierte Karl als Pfarrer der renitenten Gemeinde Rengshausen.